# Гу Хун-чжун
Гу Хун-чжун (*910 — †986) — провідний живописець часів династії Південна Тан епохи П'яти династій, майстер жанру жень-у (人物 — «живопис й зображення фігур»).

## Життєпис
Про життя та діяльність Гу Хун-чжуна вкрай замало відомостей. Відомо тільки, що він працював у 943—961 роках при дворі царства Південна Тан епохи П'яти династій і користувався особливою прихильністю володаря цього царства — Лі Юя (937—978).

## Творчість
Є відомості лише про єдиний твір Гу Хунчжуна — «Нічний бенкет у Хань Сіцзая», що має майже детективну історію створення. Розповідають, що володар Лі Юй, до якого дійшли чутки про надзвичайно розгульний й розпусний способі життя сановника Хань Сійзая, що влаштовував у своєму будинку нічні бенкети-оргії, наказав Гу Хунчжуну таємно пробратися туди і замалювати побачене.
Цей горизонтальний сувій, змонтований з п'яти окремих фрагментів, що зображують Хань Сіцзая в різних ситуаціях, в композиційному відношенні є ремінісценцію побудови древніх стінописів і творів станкового живопису, створених на початковому етапі її формування.
Незважаючи на навмисну композиційну замкнутість кожного фрагмента, усі п'ять сцен утворюють єдине оповідання, пронизане розкутістю сприйняття, м'яким гумором і почуттям захопленості художника витівками цієї веселої, безтурботної компанії. Точність і жвавість у зображенні персонажів вдало узгоджуються з вмілим компонуванням групових сцен, цікавих безліччю тонко помічених та забавних подробиць, що спокушають уяву глядача ілюзією «випадкового підглядання».